# Linguado-de-areia-costeiro
O linguado-de-areia-costeiro ou solha (nome científico: Citharichthys arenaceus) é um peixe plano demersal da família dos paralictiídeos (Paralichthyidae).

## Etimologia
O vernáculo linguado é formado por "língua" + "-ado" e foi registrado em 1500 como lingoados e em 1716 como linguado. Solha trata-se de uma designação comum dada às espécies de linguados e foi formado a partir do latim solĕa,ae, tanto em sua acepção de peixe como na acepção de "sandália, sola". Foi registrado no {século XIII como ssolha, no século XIV como solla, no século XV como solha e em 1610 como solho. O nome genérico Citharichthys é formado pelo latim cithara, "lira, cítara", e o grega ikhthýs (em grego: ἰχθύς), "peixe".

## Taxonomia
O linguado-de-areia-costeiro foi descrito em 1900 por Barton Warren Evermann e Millard Caleb Marsh.

## Descrição
O linguado-de-areia-costeiro atinge até 20 centímetros de comprimento. Tem corpo moderadamente profundo (mais de 45% do comprimento padrão), com perfil inferior da cabeça angular. O focinho é mais longo que o olho e não há protuberâncias nem espinhos na cabeça. Os olhos situam-se no lado esquerdo, sendo o olho superior ligeiramente anterior ao inferior. O espaço entre os olhos não é muito estreito e não está completamente preenchido pela crista óssea. A boca é longa, medindo entre 39% e 44% do comprimento da cabeça, e termina sob a parte traseira do olho inferior.
Os dentes são aproximadamente iguais em ambos os lados das mandíbulas, dispostos em uma fileira externa de dentes curvos e fixos e em uma ou duas fileiras internas de dentes depressíveis em cada mandíbula; os dentes da frente são maiores, sem presença de caninos. Os rastros branquiais são longos e delgados, totalizando de 15 a 21 (em média 18), com 3 a 7 rastros superiores, geralmente entre 4 e 6. A nadadeira dorsal inicia-se antes da narina posterior, com 68 a 77 raios; o primeiro raio dorsal mede de 22% a 29% do comprimento da cabeça. A nadadeira anal possui de 48 a 56 raios. As nadadeiras peitorais estão presentes em ambos os lados do corpo e têm raios ramificados. As nadadeiras pélvicas são simetricamente posicionadas no ventre, e a base da nadadeira ocular está na linha média do corpo, com bases curtas. A nadadeira caudal apresenta ponta romba.
A papila urinária localiza-se no lado cego, logo atrás do ânus. A linha lateral é bem desenvolvida em ambos os lados, enquanto a linha ocular é praticamente reta, com uma pequena protuberância sobre a base da nadadeira peitoral, estendendo-se da borda do opérculo até a base da cauda. Não há ramificações sob o olho inferior. O lado ocular possui escamas ásperas, e a linha lateral apresenta de 42 a 50 escamas porosas. O olho é marrom, com muitas pequenas manchas escuras, e as nadadeiras dorsal e anal são manchadas a barradas.

## Distribuição e habitat
O linguado-de-areia-costeiro distribui-se no Atlântico Ocidental desde o sudeste da Flórida, no sul dos Estados Unidos, no Golfo do México (México e Costa Rica) desde o noroeste de Cuba e no Caribe desde Cuba até Trindade (presente em Anguila, Antígua e Barbuda, Barbados, Bonaire, Santo Eustáquio, Saba, Haiti, Dominica, República Dominicana, Granada, Guadalupe, Martinica, Monserrate, Porto Rico, São Bartolomeu, São Cristóvão e Neves, Santa Lúcia, São Martinho (porção francesa), São Vicente e Granadinas, São Martinho (porção neerlandesa) Ilhas Virgens Britânicas e Ilhas Virgens Americanas, mas ausente nas ilhas Caimã e Jamaica). Também está presente ao longo da América Central (Honduras, Nicarágua e Panamá) e da América do Sul, até Santa Marta, na Colômbia, na península de Pária (Venezuela), no escudo das Guianas (Guiana, Suriname e Guiana Francesa) e ao longo do litoral do Brasil (Amapá, Pará, Maranhão, Piauí, Ceará, Rio Grande do Norte, Paraíba, Pernambuco, Alagoas, Sergipe, Bahia, Espírito Santo, Rio de Janeiro, São Paulo e Paraná).
Os registros examinados até o momento confirmaram a profundidade de ocorrência desta espécie em até dois metros. Sua área de distribuição estimada (EOO) no Golfo do México é de 18 166 quilômetros quadrados (com base num polígono convexo mínimo desenhado ao redor da extensão de sua distribuição numa camada batimétrica de 0-5 metros). Sua área de distribuição estimada (AOO) no Golfo do México é de 1 414 quilômetros quadrados (calculada recortando o polígono de distribuição à camada batimétrica de 0-5 m extraída do ETOPO). Ocorre em ambientes marinhos e estuarinos, incluindo baías, lagoas e águas costeiras rasas com substrato macio, como areia ou lama, além de estar presente em afluentes de rios e riachos de mangues. Evidências indicam que é uma espécie estuarina dependente.

## Ecologia
O linguado-de-areia-costeiro é carnívoro e alimenta-se de peixes ósseos, crustáceos e moluscos (gastrópodes e bivalves) bentônicos móveis. A reprodução envolve fase larval pelágica, com os indivíduos permanecendo na coluna d'água desde o estágio larval até a dispersão, caracterizando um desenvolvimento tipicamente pelágico. Atinge a maturidade sexual em menos de um ano. Desova no final da primavera e início do verão na baía de Guaratuba, no Paraná, no Brasil, um período que coincide com o aumento das temperaturas e a diminuição da salinidade. A presença de todas as classes de tamanho ao longo do ano indica residência permanente nas lagoas de manguezais da baía de Guaratuba.

## Conservação
A Lista Vermelha da União Internacional para a Conservação da Natureza (UICN) classifica o linguado-de-areia-costeiro como pouco preocupante (LC), pois é amplamente distribuído e comum em grande parte de sua área de ocorrência, especialmente em regiões costeiras e estuarinas. É considerada de baixa abundância em Porto Rico quando comparado a outros peixes achatados, mas é comum e abundante em estuários e mangues ao longo da costa norte do Brasil. A espécie é capturada incidentalmente em pescarias com arrasto de praia e esportiva e por vezes é localmente consumida. Devido à sua presença em águas rasas, costeiras e estuarinas - especialmente em áreas de manguezal -, algumas populações podem ser impactadas pelo avanço do desenvolvimento urbano e pela degradação desses habitats. Nas proximidades de Havana, por exemplo, seu ambiente é fortemente afetado pela poluição resultante do intenso desenvolvimento costeiro e do despejo de esgoto proveniente da cidade vizinha. Em 2018, foi classificada como pouco preocupante (LC) no Livro Vermelho da Fauna Brasileira Ameaçada de Extinção do Instituto Chico Mendes de Conservação da Biodiversidade (ICMBio).